# Vyšný Kazimír
Vyšný Kazimír – wieś (obec) na Słowacji położona w kraju preszowskim, w powiecie Vranov nad Topľou. Pierwsze wzmianki o miejscowości pochodzą z 1363 roku.
Według danych z dnia 31 grudnia 2012 roku, wieś zamieszkiwało 198 osób, w tym 104 kobiety i 94 mężczyzn.
W 2001 roku pod względem narodowości i przynależności etnicznej miejscowość zamieszkiwali wyłącznie Słowacy.
Ze względu na wyznawaną religię struktura mieszkańców kształtowała się w 2001 roku następująco:
- Katolicy rzymscy – 21,6%
- Grekokatolicy – 76,06%
- Ewangelicy – 0,94%
- Prawosławni – 0,47%
- Przedstawiciele innych wyznań – 0,47%